# Збунін (зупинний пункт)
Збу́нін (біл. Збу́нин) — пасажирський залізничний зупинний пункт Берестейського відділення Білоруської залізниці на неелектрифікованій лінії Берестя-Південний — Влодава між зупинним пунктом Знам'янка та станцією Дубиця. Розташований за 1,5 км на північний захід від села Збунін Берестейського району Берестейської області.

## Пасажирське сполучення
Пасажирське сполучення здійснюється регіональними поїздами економкласу за напрямком Берестя — Влодава.